# The New Abnormal
The New Abnormal är det sjätte studioalbumet av det amerikanska rockbandet The Strokes, utgivet 10 april 2020.

## Låtlista
| No. | Titel                                                 | Längd |
| --- | ----------------------------------------------------- | ----- |
| 1.  | "The Adults Are Talking"                              | 5:09  |
| 2.  | "Selfless"                                            | 3:42  |
| 3.  | "Brooklyn Bridge to Chorus"                           | 3:55  |
| 4.  | "Bad Decisions" (The Strokes, Billy Idol, Tony James) | 4:53  |
| 5.  | "Eternal Summer"                                      | 6:15  |
| 6.  | "At The Door" (The Strokes, Paul Vassallo)            | 5:10  |
| 7.  | "Why Are Sundays So Depressing"                       | 4:35  |
| 8.  | "Not The Same Anymore"                                | 5:37  |
| 9.  | "Ode to the Mets"                                     | 5:51  |